# ヨーゼフ・ビュルケル

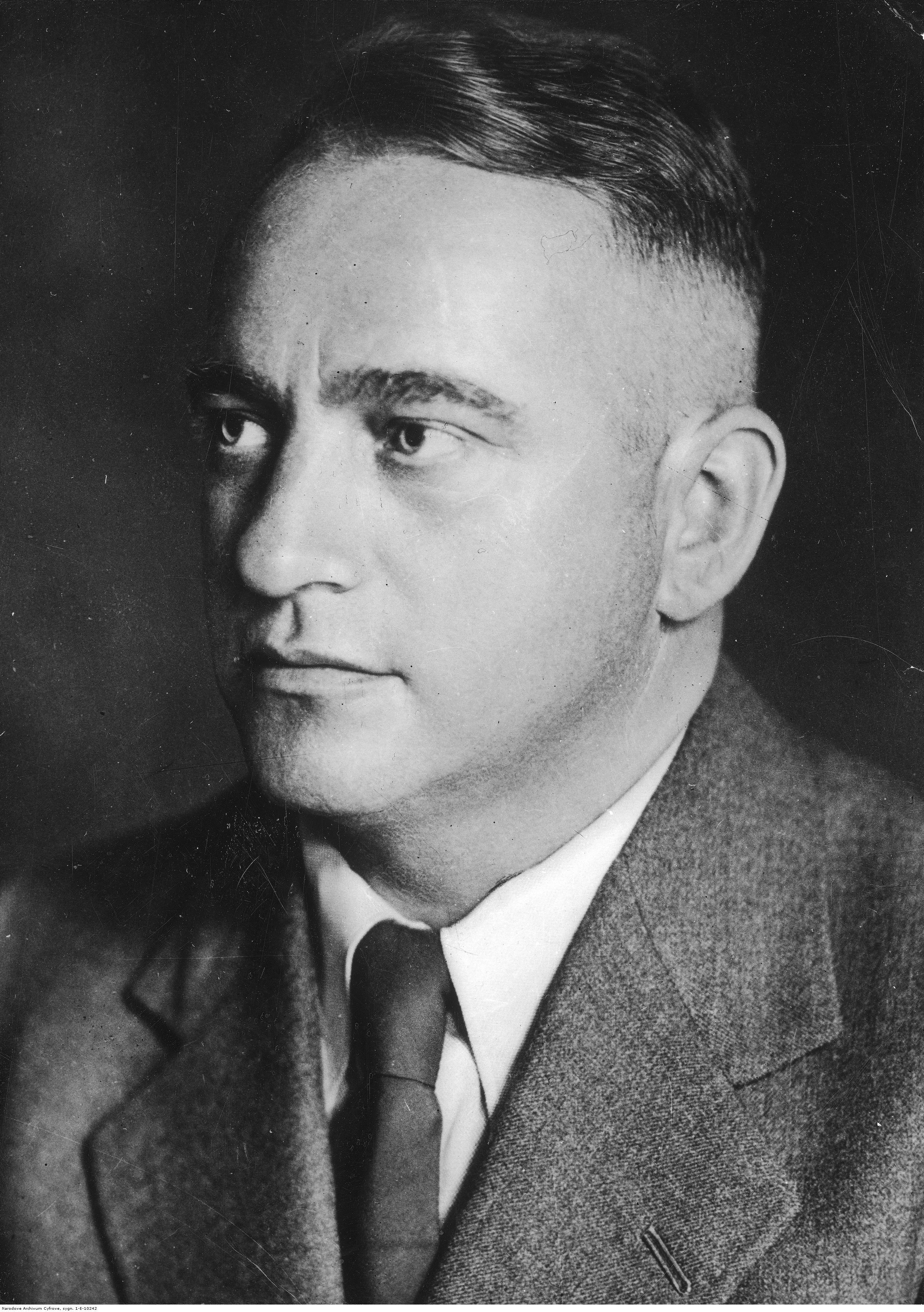
ヨーゼフ・ビュルケル

ヨーゼフ・ビュルケル（Josef Bürckel, 1895年3月30日‐1944年9月28日）は、ドイツの政治家。国家社会主義ドイツ労働者党（ナチ党）のヴェストマルク大管区やウィーン大管区の大管区指導者。突撃隊（SA）と親衛隊（SS）と国家社会主義自動車軍団（NSKK）にも所属しており、いずれの組織においても最終階級は親衛隊大将（Obergruppenführer）。

## 略歴
プファルツ地方のリンゲンフェルトに熟練職人の息子として生まれる。カールスルーエの小学校と実家学校に通った。第一次世界大戦中の1914年11月から1916年にかけてプロイセン王国の砲兵連隊、ついで歩兵連隊に入隊し、西部戦線に従軍した。1915年に教師試験に合格し、1916年に軍を除隊。この後、ドイツ敗戦直後までにかけて教職訓練を受けていた。1920年にローダルベン（Rodalben）小学校の補助教員となり、翌1921年には正規の教員に昇格。この頃ヒルダ・シュピース（Hilda Spiess）と結婚し、1927年まで教員として勤務。1927年から1930年にかけてde:nussbach bei neustadt校長を務めた。
1921年にナチ党に入党した。1923年のミュンヘン一揆の失敗後に一時党が解散したが、1925年4月9日に再入党（党員番号33,979）。1926年3月13日から1936年1月13日にかけてはラインプファルツ大管区の大管区指導者に任じられた。1930年9月14日の国会選挙でプファルツの選挙区からナチ党候補として出馬して当選し、国会議員になった。この地位はその死まで保持した。
1933年9月に突撃隊中将の階級で突撃隊に入隊、1936年11月に突撃隊大将に昇進している。1935年にザールラントがドイツに復帰するとザールラントの国家弁務官（総督）に任じられた。さらに1936年1月13日にはザールラントとラインプファルツの大管区が合併してできたザールプファルツ大管区の大管区指導者に任じられた。さらにこの大管区は1940年にロートリンゲン地方が併合されたことでヴェストマルク大管区に再編されており、ビュルケルがそのままヴェストマルク大管区指導者となった。この地位も死まで保持している。1937年11月9日に親衛隊（SS）に入隊。名誉指導者として親衛隊中将の階級が与えられた。さらに1942年1月30日に親衛隊大将に昇進している。
1939年1月30日に更迭されたオディロ・グロボクニクの後任としてウィーン大管区指導者を兼務。この地位は1940年8月2日にバルドゥール・フォン・シーラッハと交代した。
1944年9月28日にノイシュタットでヒルダ夫人と共に死亡した。ナチス・ドイツの最高勲章ドイツ勲章が追贈された。自殺とも他殺ともいわれる。
ヒルダ夫人との間には、二人の息子を儲けていた。そのうちの一人ヨーゼフ・ビュルケルjrは武装親衛隊員となっており、第1SS装甲師団「ライプシュタンダルテ・アドルフ・ヒトラー」所属の親衛隊少尉まで昇進したが、1944年8月1日に戦死している。